# Caroline Ellison
Caroline Ellison, née en 1994 est une femme d'affaires américaine. Elle était PDG de la société Alameda Research (en), une société de trading quantitatif fondée par Sam Bankman-Fried. Selon une source anonyme citée par le Wall Street Journal en novembre 2022, Alameda Research avait une dette de 10 milliards de dollars envers FTX. La source a précisé que FTX avait prêté de l'argent à Alameda Research sur les fonds déposés par la clientèle de FTX,,. Caroline Ellison a quitté ses fonctions chez Alameda après la faillite de cette dernière.

## Biographie

### Jeunesse
Caroline Ellison est la fille de Glenn Ellison (en), professeur d'économie au MIT, qui a entraîné son équipe de mathématiques lorsqu'elle était collégienne, et de Sara Fisher Ellison, également économiste au MIT,,,.
Elle a grandi dans la banlieue de Boston. En tant qu'élève du secondaire, elle a fréquenté le Newton North High School et a représenté les États-Unis à l'Olympiade internationale de linguistique de 2011,. Elle a obtenu une bourse nationale de mérite en 2012. Caroline Ellison est diplômée de l'université Stanford en 2016 avec une licence en mathématiques,. Pendant son séjour à Stanford, elle s'est classée parmi les 500 meilleurs étudiants aux concours Putnam 2013, 2014 et 2015,,.

### Carrière professionnelle
Après avoir obtenu son diplôme, Caroline Ellison a travaillé pour la société de trading quantitatif Jane Street, où elle a rencontré Sam Bankman-Fried,. Elle a passé 19 mois en tant que commerciale junior à Jane Street. Caroline Ellison a rejoint Alameda Research en mars 2018. Elle est devenue co-PDG avec Sam Trabucco (en) en octobre 2021. Elle est devenue l'unique PDG d'Alameda Research en août 2022 après la démission de Trabucco.

### Faillite de FTX
Le 6 novembre 2022, après que CoinDesk eut soulevé des inquiétudes concernant le bilan d'Alameda Research et sa relation avec FTX, Caroline Ellison a déclaré que les informations sur le bilan qui circulaient ne comprenaient que certains des actifs d'Alameda et que l'entreprise disposait de plus de 10 milliards de dollars d'actifs supplémentaires,. Selon des sources anonymes citées par le Wall Street Journal et le New York Times, Caroline Ellison participait à une réunion vidéo avec des employés le 9 novembre 2022, réunion dans laquelle elle a admis que FTX avait utilisé l'argent des clients pour aider Alameda à faire face à ses dettes et qu'elle, Bankman-Fried et deux autres dirigeants de FTX, Nishad Singh et Gary Wang, en étaient conscients,. Caroline Ellison a été licenciée de son poste par John J. Ray III après que FTX, Alameda Research et plus de 100 sociétés liées aient déposé le bilan, faisant appel au chapitre 11 de la loi sur les faillites.
En décembre 2022, elle est inculpée par la justice américaine dans le dossier de la faillite de FTX de 7 chefs d'inculpation (les mêmes que Sam Bankman-Fried sauf la violation des règles de financement électoral) dont fraude et association de malfaiteurs. Elle plaide coupable et signe un accord de collaboration avec le ministère de la justice américain le 19 décembre, dans le but d'obtenir une réduction de peine (elle encourt 110 années de prison). Elle peut cependant être poursuivie par d'autres agences des États-Unis, notamment la SEC. Elle est remise en liberté contre une caution de 250.000 dollars. La SEC a inculpé Caroline Ellison de fraude et manipulation,.

### Procès
Lors de son audition le 10 octobre 2023, Caroline Ellison a directement impliqué Sam Bankman-Fried. Elle plaide coupable de sept chefs d'accusation et collabore avec le procureur fédéral. Selon elle, son ancien patron et ex-petit ami « Sam était le patron et le propriétaire d'Alameda Research. Il m’a ordonné de commettre ces crimes (...) C'est lui qui a mis en place le système ». Toujours selon Caroline Ellison« Je soumettais les décisions majeures à Sam, raconte-t-elle. Il était la personne à qui je rapportais. Il était propriétaire d'Alameda. Il aurait pu me licencier, s'il l'avait voulu ». Caroline Ellison a par ailleurs assuré qu'Alameda Research a effectué des prêts à des dirigeants de FTX sans que SBF ne s'étonne. Alameda Research a également été utilisée pour effectuer des dons à des organisations politiques, notamment Joe Biden pour sa campagne présidentielle de 2020.
Alors que la ligne de défense de SBF est de tout reporter sur Caroline Ellison, coupable selon lui de ne pas avoir pris conscience des risques considérables pris par Alameda Research. Selon SBF, les activités quotidiennes et l'aspect financier d'Alameda Research n'étaient plus suivis par SBF même si celui-ci en restait l'actionnaire principal.
Le témoignage de Caroline Ellison corrobore celui de Gary Wang : c'est sur les ordres de SBF qu'une sorte de porte dérobée a été introduite, qui permet de prendre des fonds des clients des FTX pour les injecter dans Alameda Research. Selon son estimation, 14 milliards de dollars ont ainsi pris le chemin d'Alameda Research en provenance de FTX,,.
Alors qu'elle risquait 110 années de prison, elle est condamnée le 24 septembre 2024 a deux ans de prison eu égard à sa coopération jugée exemplaire dans le procès de Sam Bankman-Fried.

### Vie privée
Selon d'anciens employés de FTX et d'Alameda, Caroline Ellison avait une relation amoureuse avec son collègue Sam Bankman-Fried, le PDG de FTX,. Elle a écrit sur son blog Tumblr qu'elle avait exploré le polyamour. 
En parallèle de leurs activités professionnelles, l'équipe de direction dont elle faisait partie abusait des fêtes aux Bahamas avec drogue et sexe,.
Caroline Ellison a fait don d'argent au FTX Future Fund pour financer des efforts philanthropiques selon les principes d'un altruisme efficace.